# Ocotea otuzcensis
Espèce
Statut de conservation UICN

 VU D2 : Vulnérable
Ocotea otuzcensis est une espèce de plantes à fleurs de la famille des Lauraceae.

## Publication originale
- Repertorium Specierum Novarum Regni Vegetabilis 31: 183. 1933.